# Cristian Urdininea
Cristian Jhamil Urdininea Zambrana (Sucre, Chuquisaca, 6 de enero de 1993) es un futbolista boliviano. Juega como centrocampista y su equipo actual es Universitario de Sucre de la Asociación Chuquisaqueña de Fútbol. Es hijo del exfutbolista Roly Urdininea.

## Palmarés

### Títulos nacionales
| Título             | Club                   | País    | Año           |
| ------------------ | ---------------------- | ------- | ------------- |
| Primera División   | Universitario de Sucre | Bolivia | Clausura 2014 |
| Copa Simón Bolívar | Always Ready           | Bolivia | 2018          |

### Títulos regionales
| Título                   | Club                   | País    | Año  |
| ------------------------ | ---------------------- | ------- | ---- |
| Campeonato Chuquisaqueño | Universitario de Sucre | Bolivia | 2021 |